# Посёлок участка № 1 совхоза «Сортавальский»
Уча́стка № 1 совхо́за «Сортава́льский» (фин. Karmalankylä) — посёлок в составе Хаапалампинского сельского поселения Сортавальского района Республики Карелия.

## Общие сведения
Расположен на южном берегу озера Кармаланъярви, вблизи города Сортавала.

## Население
| 2002 | 2009 | 2010 | 2013 |
| ---- | ---- | ---- | ---- |
| 34   | ↗37  | ↗42  | ↗43  |

## Галерея

Посёлок участка № 1 совхоза «Сортавальский»
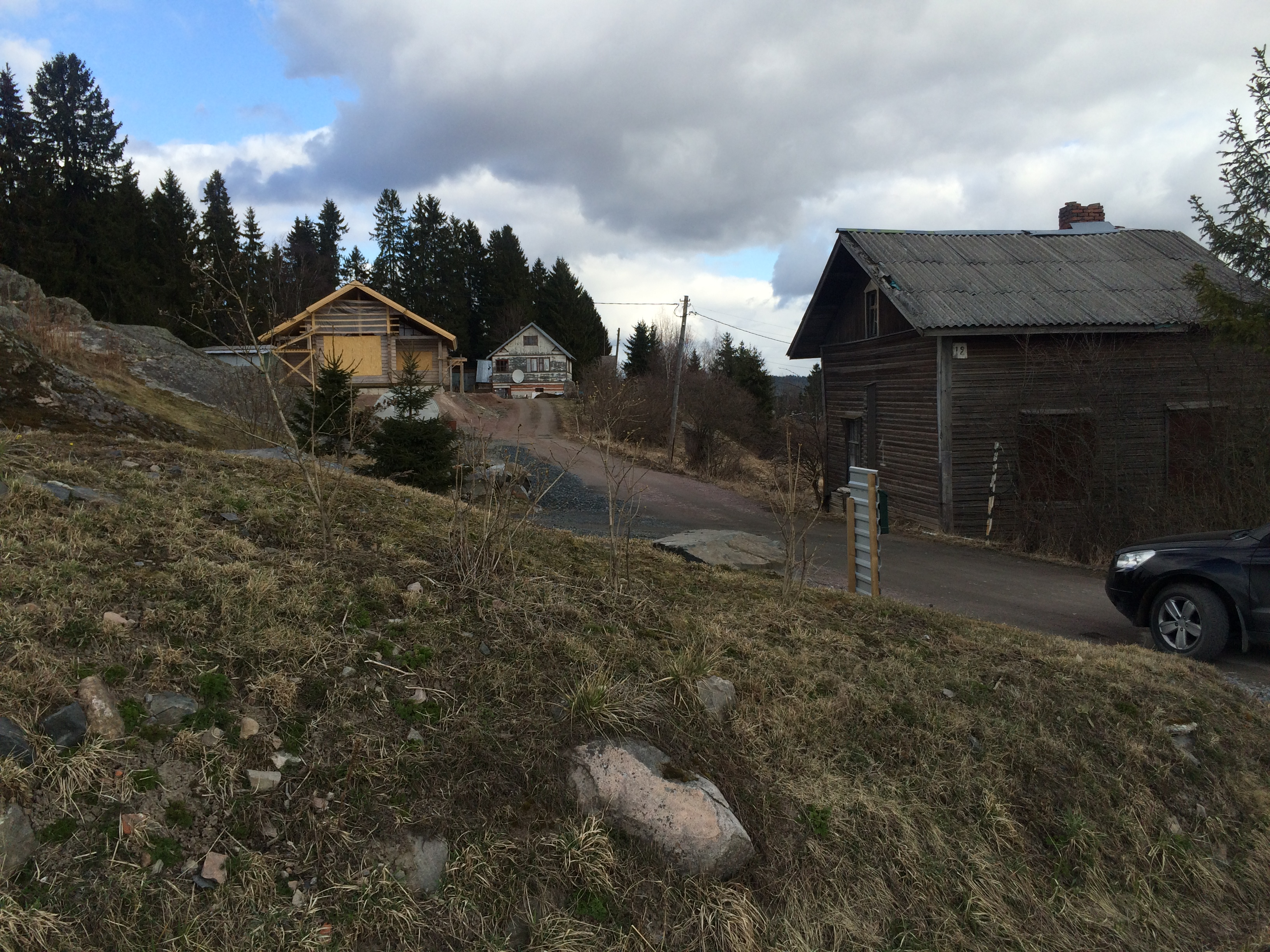
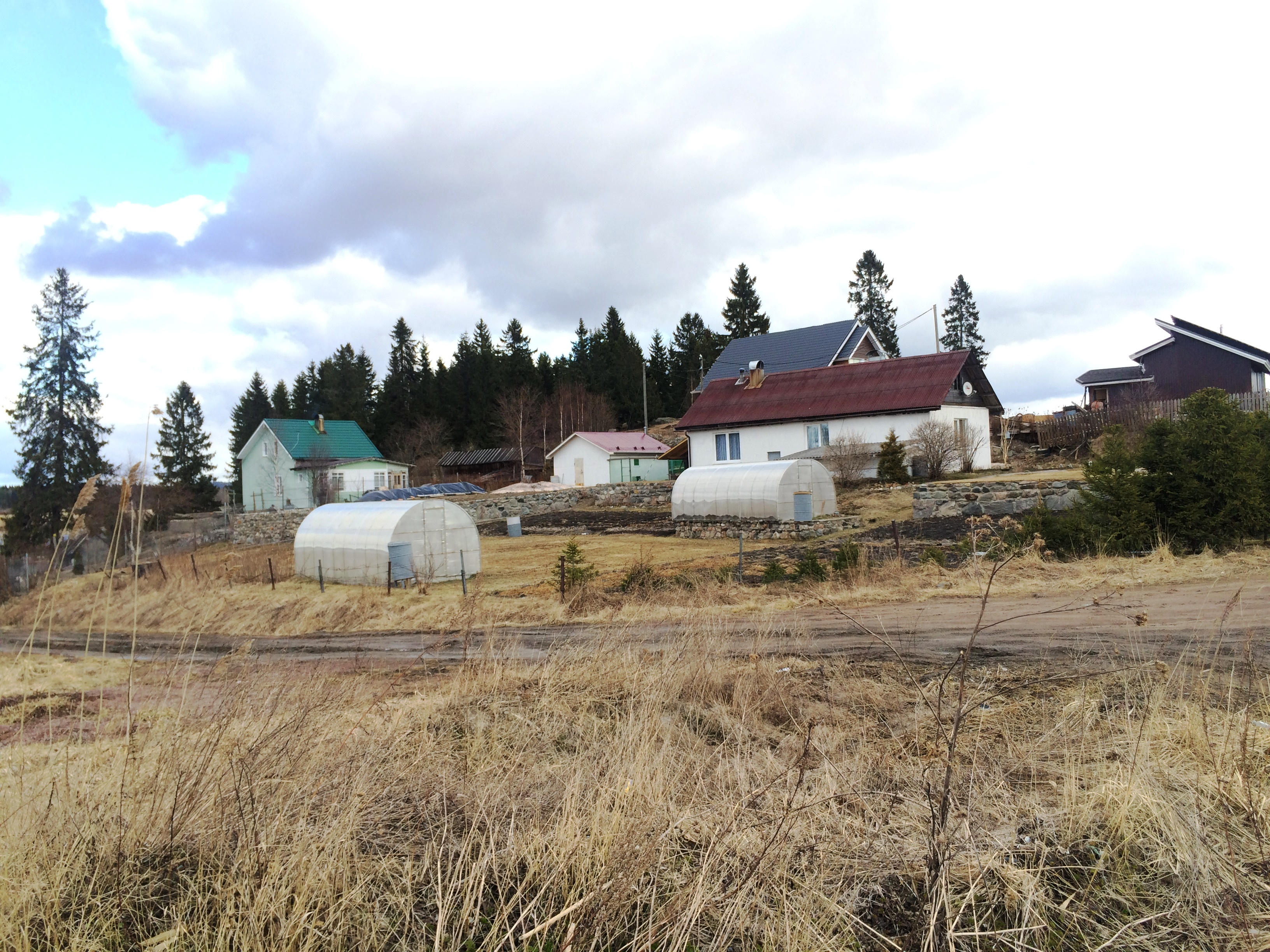